# FSF Award for the Advancement of Free Software
O Free Software Foundation Award for the Advancement of Free Software ("Prêmio para o Avanço do Software Livre da Fundação para o Software Livre") ocorre anualmente a uma pessoa que tem feito uma grande contribuição ao progresso do software livre, através de actividades que vão de acordo com o espírito do software livre e o benefécio social envolvido.